# Karol Myśliwiec
Karol Jan Myśliwiec (ur. 3 listopada 1943 w Jaśle) – polski archeolog i egiptolog, jeden z kontynuatorów polskich badań archeologicznych nad starożytnym Egiptem, profesor nauk humanistycznych, członek rzeczywisty Polskiej Akademii Nauk.

## Życiorys

### Wykształcenie i działalność naukowa
Absolwent I Liceum Ogólnokształcącego im. Króla Stanisława Leszczyńskiego w Jaśle, a następnie Uniwersytetu Warszawskiego na kierunku archeologia śródziemnomorska ze specjalizacją egiptologia. Studia wyższe ukończył w 1967, będąc uczniem profesora Kazimierza Michałowskiego. Jego praca magisterska dotyczyła egipskich modeli rzeźbiarskich okresu ptolemejskiego. W 1973 na Uniwersytecie Warszawskim Karol Myśliwiec uzyskał stopień doktora. Jego pracę doktorską, zatytułowaną Le portrait royal dans le bas-relief du Nouvel Empire (Portret królewski w płaskorzeźbie Nowego Państwa), opublikowano w 1976 w Warszawie. W 1975 habilitował się na Uniwersytecie Jagiellońskim na podstawie rozprawy Studia nad Atumem I. Święte zwierzęta Atuma, dotyczącą badań nad zoomorficznymi formami heliopolitańskiego praboga Atuma. W 1987 uzyskał tytuł profesora w zakresie nauk humanistycznych. W 1996 został profesorem zwyczajnym.
Zawodowo związany z Instytutem Kultur Śródziemnomorskich i Orientalnych PAN, był także wykładowcą Wydziału Historycznego Uniwersytetu Warszawskiego. W 1982 został dyrektorem Zakładu Archeologii Śródziemnomorskiej PAN, a w 1992 kierownikiem Zakładu Archeologii Egiptu Starożytnego w Instytucie Archeologii UW. Członek Komitetu Nauk o Kulturze Antycznej, Komitetu Nauk Orientalistycznych oraz Komitetu Nauk Pra- i Protohistorycznych PAN. Został też członkiem Niemieckiego Instytutu Archeologicznego w Berlinie oraz Międzynarodowego Stowarzyszenia Egiptologów. Wykładał na uczelniach w kilkudziesięciu państwach, od Japonii po Chile, USA i Kanadę, był uczestnikiem licznych międzynarodowych kongresów naukowych.
W 2004 został członkiem korespondentem, a w 2013 członkiem rzeczywistym Polskiej Akademii Nauk.

### Odkrycia i prace archeologiczne
Od 1969 brał udział w pracach wykopaliskowych w Egipcie i Syrii, początkowo pod kierownictwem profesora Kazimierza Michałowskiego – w Aleksandrii, Deir el-Bahari i Palmyrze. Uczestniczył także w wykopaliskach niemieckich w świątyni faraona Setiego I w Gurna w Tebach Zachodnich oraz w Minszat Abu Omar w Delcie Nilu, a także w pracach w Kadero w Sudanie i Pafos na Cyprze.
Od 1985 do 1995 samodzielnie kierował polsko-egipskimi wykopaliskami ratunkowymi w Tell Atrib – starożytnym Athribis w Delcie Nilu, obok rozrastającego się miasta Banha. Odkrycie dzielnicy warsztatów skupiających artystów i rzemieślników okresu ptolemejskiego w Athribis i publikację na ten temat sam ocenił jako jedno ze swoich najważniejszych osiągnięć.
W 1987 objął kierownictwo polsko-egipskiej misji archeologicznej w Sakkarze po zachodniej stronie piramidy Dżesera. Misja ta odnalazła przy najstarszej piramidzie świata nieznaną część nekropolii dygnitarzy Starego Państwa m.in. w 1997 wykuty w skale grobowiec wezyra Merefnebefa z unikatowymi reliefami i malowidłami, a w 2003 grobowiec człowieka o imieniu Ni-anch-Nefertum, kapłana przy piramidach należących do dwóch władców Egiptu – Unisa i Tetiego.

## Publikacje
Jego dorobek naukowy obejmuje 12 książek, w tym trzy popularnonaukowe w języku polskim, z których dwie: Pan Obydwu Krajów (Warszawa 1993) i Eros nad Nilem (Warszawa 1998) doczekały się wydań w językach angielskim (USA) i niemieckim (Niemcy). Trzecia książka to Święte znaki Egiptu (Warszawa 1990).
Jest autorem około 300 artykułów naukowych i popularnonaukowych dotyczących najczęściej archeologii, historii, sztuki i religii starożytnego Egiptu, w tym publikacji teoretycznych na temat sztuki egipskiej, a szczególnie portretu królewskiego okresu Nowego Państwa i Epoki Późnej, oraz religii egipskiej i teologii politycznej okresu ptolemejskiego.
W 2024 Instytut Kultur Śródziemnomorskich i Orientalnych Polskiej PAN wydał autobiograficzną książkę Karola Myśliwca pt. Egipt za piramidami, czyli szeroki margines archeologii.

## Odznaczenia i wyróżnienia
- Krzyż Komandorski Orderu Odrodzenia Polski (2012)[4][5]
- Order Uśmiechu (2022)[6]
- Nagroda im. Profesora Hugona Steinhausa (2004)[7]
- Nagroda Fundacji na rzecz Nauki Polskiej (2005)
- Perła Honorowa Polskiej Gospodarki w kategorii nauka (2010)[8]
- Tytuł honorowego obywatela Jasła (1993)[9].
- Kawaler Zakonu Rycerskiego Grobu Bożego w Jerozolimie[10]